# Drago Tomić
Drago Tomić (1955. – 15. siječnja 2009.), hrv. bh. nogometni i rukometni sudac i dužnosnik i športski djelatnik, podrijetlom iz Husina

## Životopis
Iz športske obitelji. Brat Ivan (Ivica) igrao je nogomet za Husinski rudar i Rudar iz Bukinja, a sinovac Bernard Tomić poznati je australski tenisač, a Bernardov prvi rođak Zvjezdan Tomić trener je rukometašica Jedinstva.
Drago je rođen 1955. godine. Bio je nogometni i rukometni sudac na saveznoj razini u bivšoj Jugoslaviji. Za vrijeme rata neko je vrijeme bio u Jugoslaviji i Crnoj Gori, te Hrvatskoj. Vrativši se u Tuzlu osnovao je RK Zrinski iz Tuzle. 2006. je godine preuzeo ŽRK Jedinstvo iz Tuzle u vrijeme kad je klub bio pred rasulom. Vodeći klub pridonio je plasmanu kluba u Challenge Cup. U ŽRK Jedinstvo bio je direktor. Poginuo u prometnoj nesreći. Pokopan je na mjesnom groblju na Husinu.